# Laurentius Olavi
Laurentius Olavi, född 1538 i Skänninge, död 20 december 1612 i Rogslösa socken, var en svensk präst i Rogslösa församling.

## Biografi
Laurentius Olavi föddes 1538 i Skänninge. Han blev 1566 kyrkoherde i Rogslösa församling, Rogslösa pastorat. Olavi skrev han under riksdagsbeslutet i Stockholm 25 januari 1571 och klercheriets försegling på arvföreningen 7 mars 1590 och Uppsala mötes beslut 1593. Olavi avled 20 december 1612 i Rogslösa socken och begravdes i Rogslösa kyrka.
Olavi var med på riksdagen i Vadstena 1598.

### Familj
Olavi gifte sig med Lustia Pawelsdotter (död 1614)). De fick tillsammans barnen kyrkoherden Magnus Laurentii (1578–1650) i Rogslösa församling och komministern Petrus Laurentii (död 1603) i Väversunda församling.